# Visman
Visman är en å i Visnums socken, Värmland, vars lopp sträcker sig från sjön Vismen vid tätorten Björneborg till Kolstrandsviken i Vänern. Längd 35 km. (Visman benämns i äldre källor Skogsälv). 

## Historia
Visman har haft stor betydelse för järnindustrin: Björneborgs bruk anlades vid Visman 1656, yngre järnbruk var Jonsbols och Krontorps bruk. Den senares nedre hammare benämndes Bäckhammaren; där ersattes järnframställningen på 1870-talet av ett pappersbruk, Bäckhammar.